# Ospedale San Matteo (Pavia)
L'ex ospedale San Matteo è costituito da un complesso di edifici che fino al 1932 ospitarono l'ospedale cittadino di Pavia, in Lombardia.

## Storia
Nel 1448 dodici cittadini di Pavia, provenienti sia dall’aristocrazia, sia dalle classi borghesi e mercantili, diedero vita a una confraternita destinata alla creazione di un’istituzione assistenziale e caritativa moderna, provvedendo non soltanto alla distribuzione di alimenti e generi di prima necessità ai poveri, ma anche alla cura e accoglienza dei malati, che divenne in seguito la finalità principale dell’ente, con l’esclusione degli individui colpiti da malattie contagiose, per i quali vi erano in città altre strutture. L’impulso alla realizzazione del nuovo ospedale venne dalla predicazione del monaco domenicano Domenico da Catalogna, che si era trasferito da Bologna a Pavia intorno al 1450, e nella nuova sede ben presto seppe guadagnarsi la stima dei maggiori ceti urbani. A lui si devono anche gli statuti dell’ospedale, redatti nel 1451. Nel 1449 il nuovo ente venne riconosciuto e dotato di privilegi sia da Francesco Sforza, sia dal vescovo di Pavia e dal papa Nicolò V e, nell’area dove sorgeva l’antico priorato di San Matteo, il vescovo Giacomo Borromeo pose la prima pietra dell’edificio. L’ospedale venne quindi dedicato a San Matteo, in ricordo della chiesa demolita per la sua realizzazione, e alla Pietà, che ben presto cominciò a essere utilizzata come simbolo dell’ente. 
Secondo gli statuti, confraternita potevano aderire componenti di ogni strato sociale, purché dottati di carità e rettitudine morale, e il consorzio era retto da un ministro, eletto ogni anno, coadiuvato da tre maestri, i degenti, oltre che dai medici, erano assistiti anche dai dedicati, uomini e donne che avevano lascito tutti i loro beni all’ospedale e consacravano la loro vita all’assistenza dei malati. 
La costruzione del vasto complesso ospedaliero, dall’impianto, come molti altri ospedali rinascimentale, a croce, fu terminata solo tra la fine del Cinquecento e i primi anni del Seicento. Nel Settecento, e poi ancora nell’Ottocento, l’ospedale subì pesanti rimaneggiamenti per adeguare l’edificio alle nuove necessità dell’assistenza sanitaria, tuttavia ben presto le autorità si reso conto che l’antico edificio non era più adatto alla sua originaria vocazione. Nei primi anni del Novecento, molte personalità locali, tra le quali il premio Nobel Camillo Golgi, si attivarono per la realizzazione di un nuovo e moderno ospedale, strutturato su padiglioni, che verrà terminato nel 1932, anno nel quale il complesso del vecchio ospedale venne ceduto all’università.

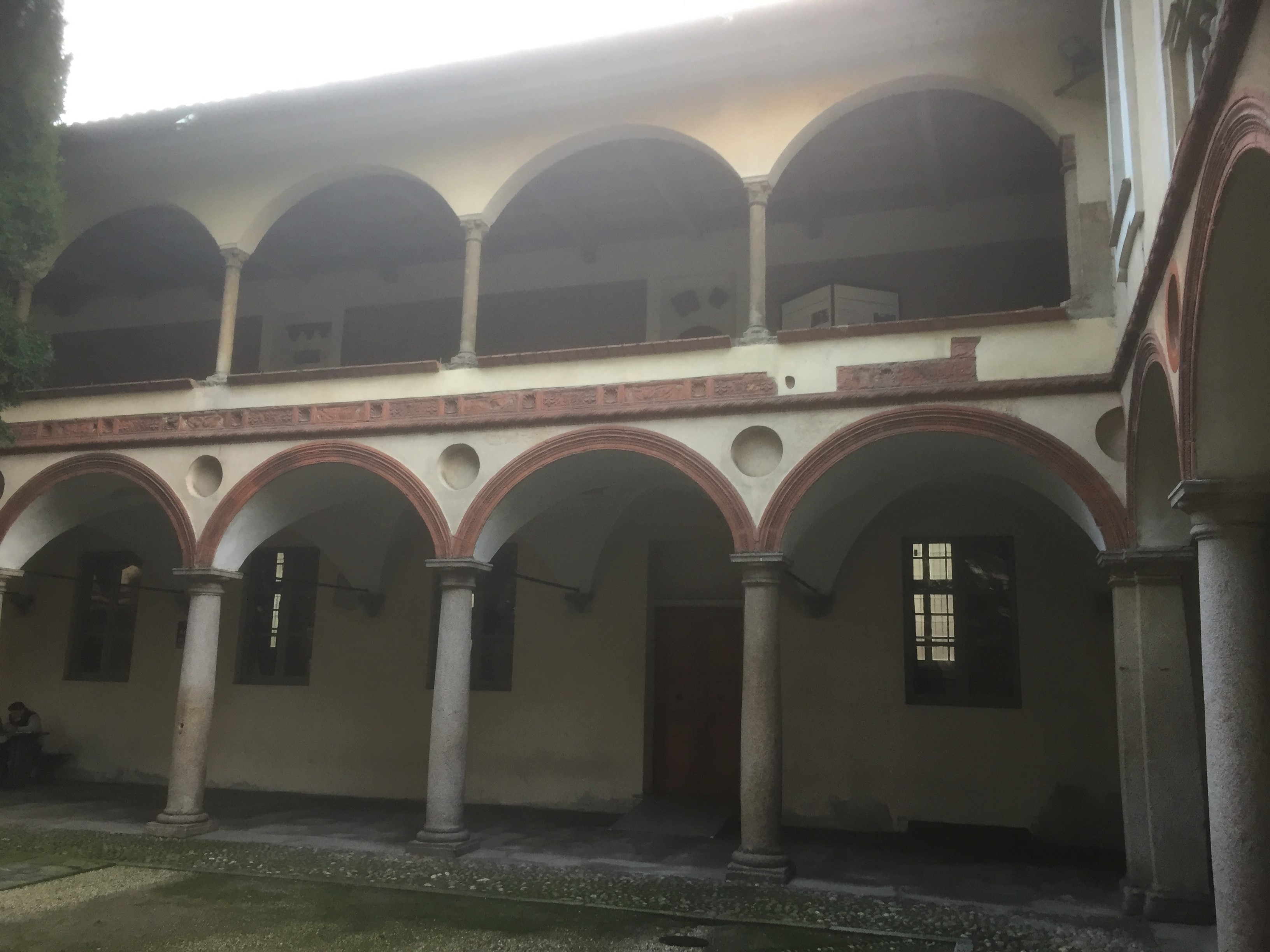
Il cortile Sforzesco
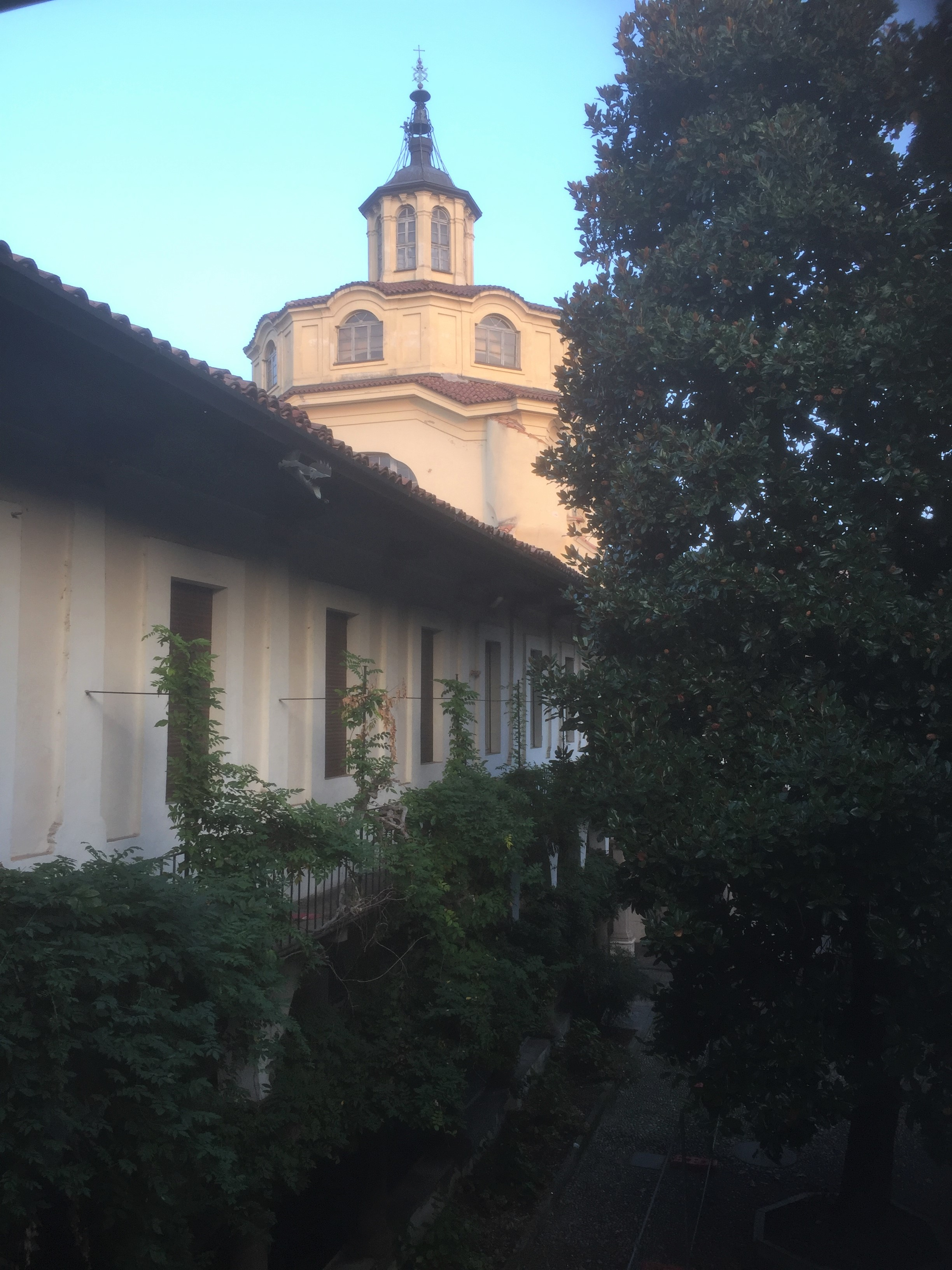
La cupola
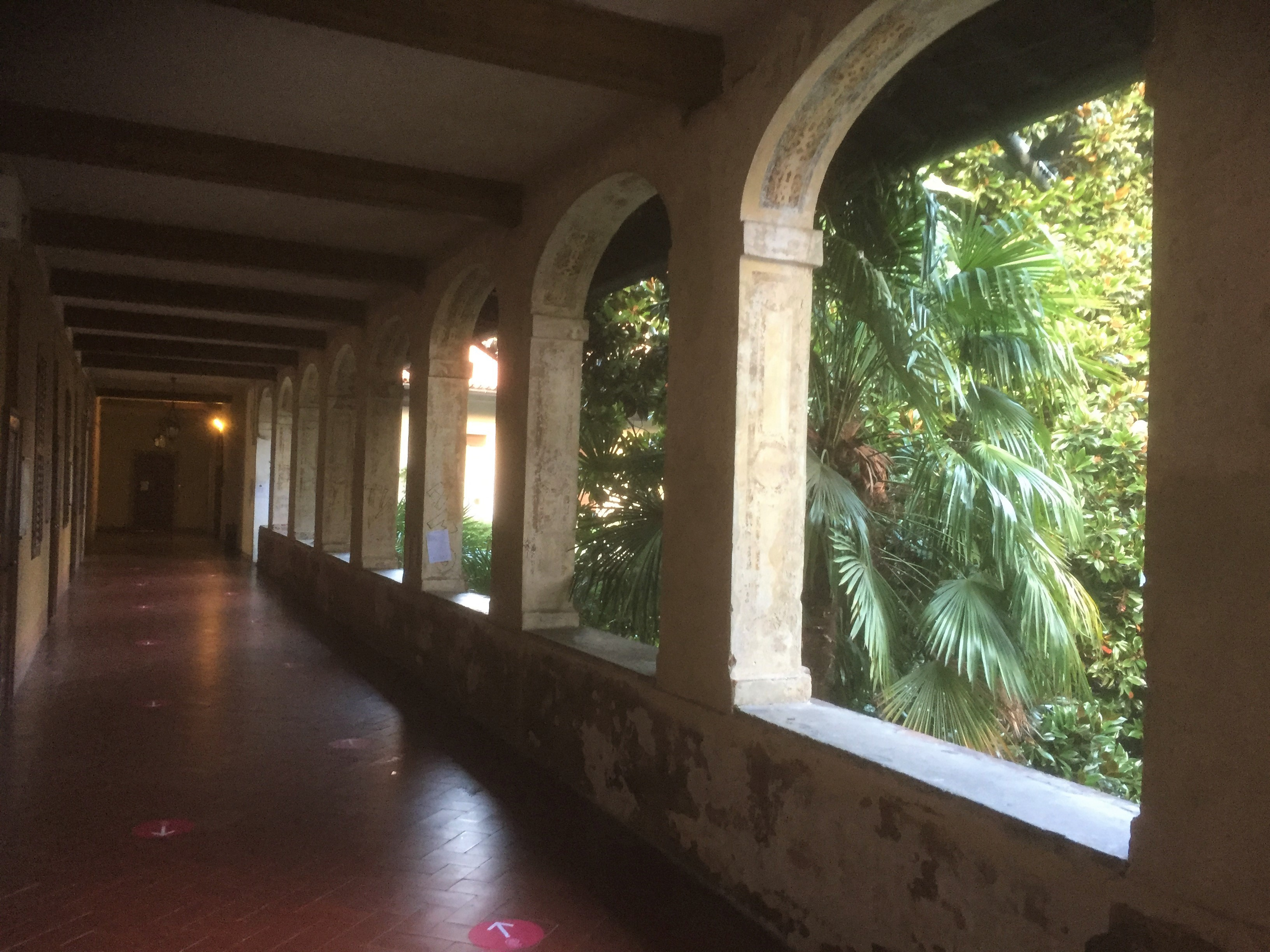
uno dei loggiati
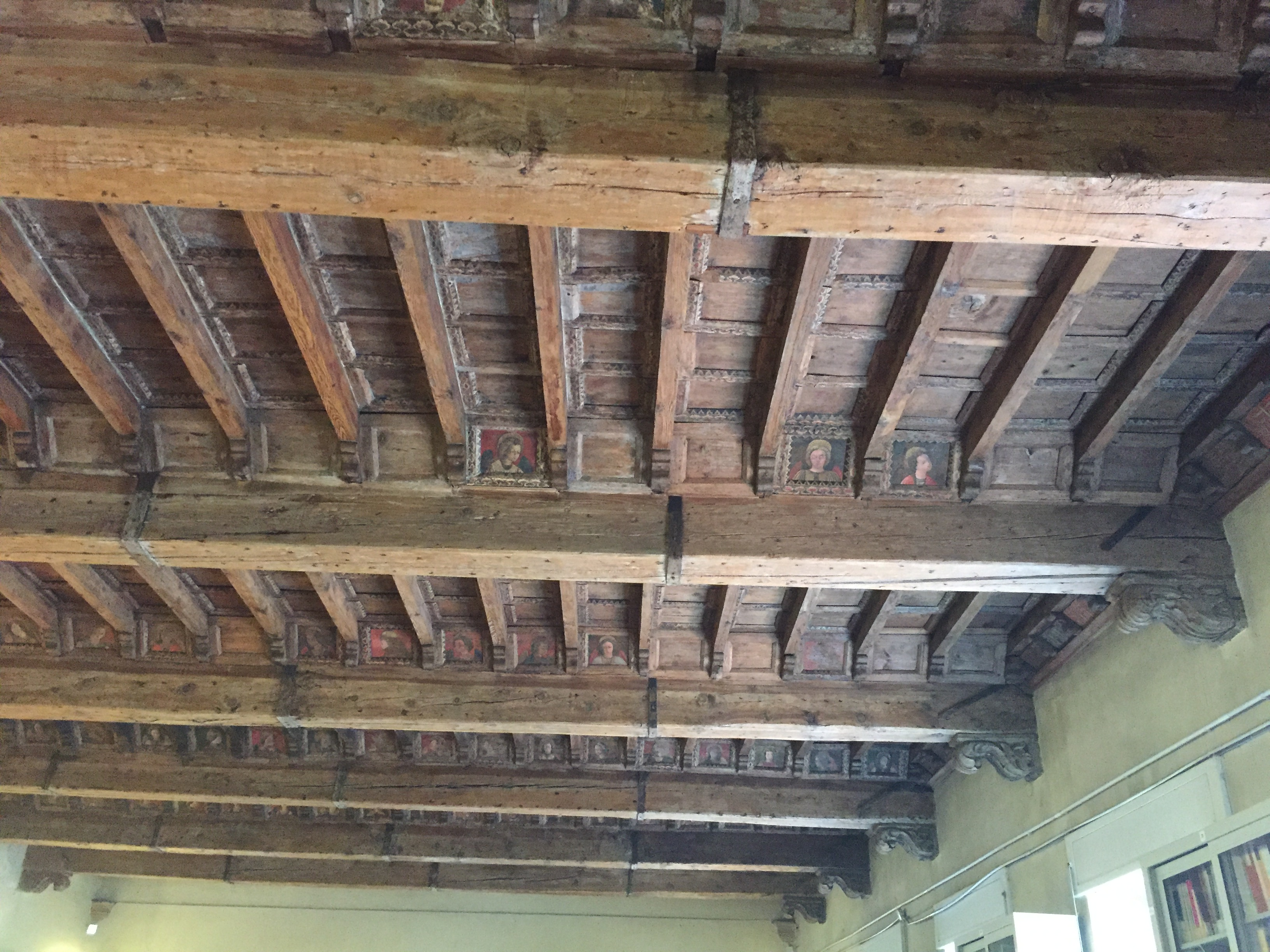
La biblioteca di storia dell'arte
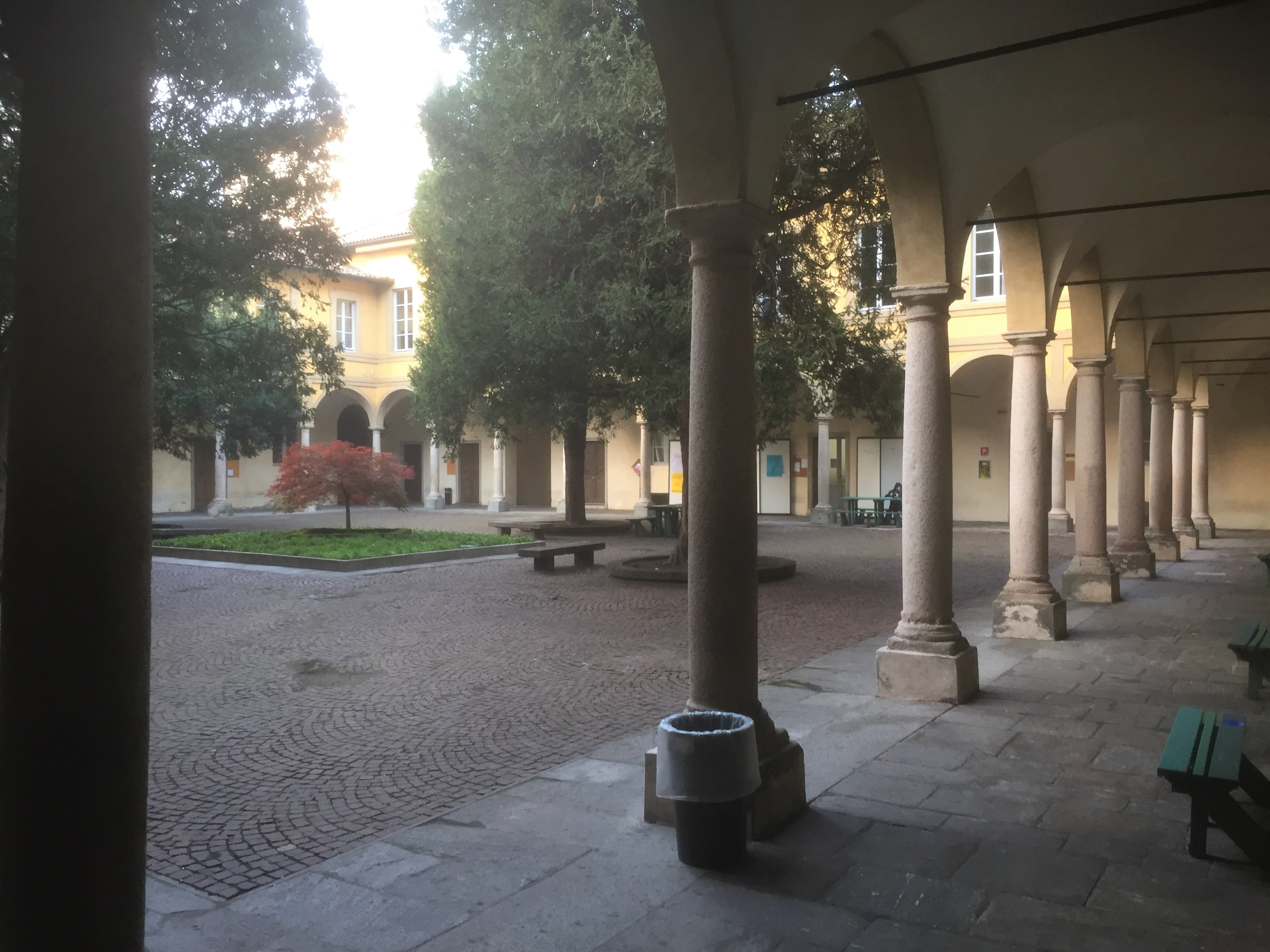
uno dei cortili
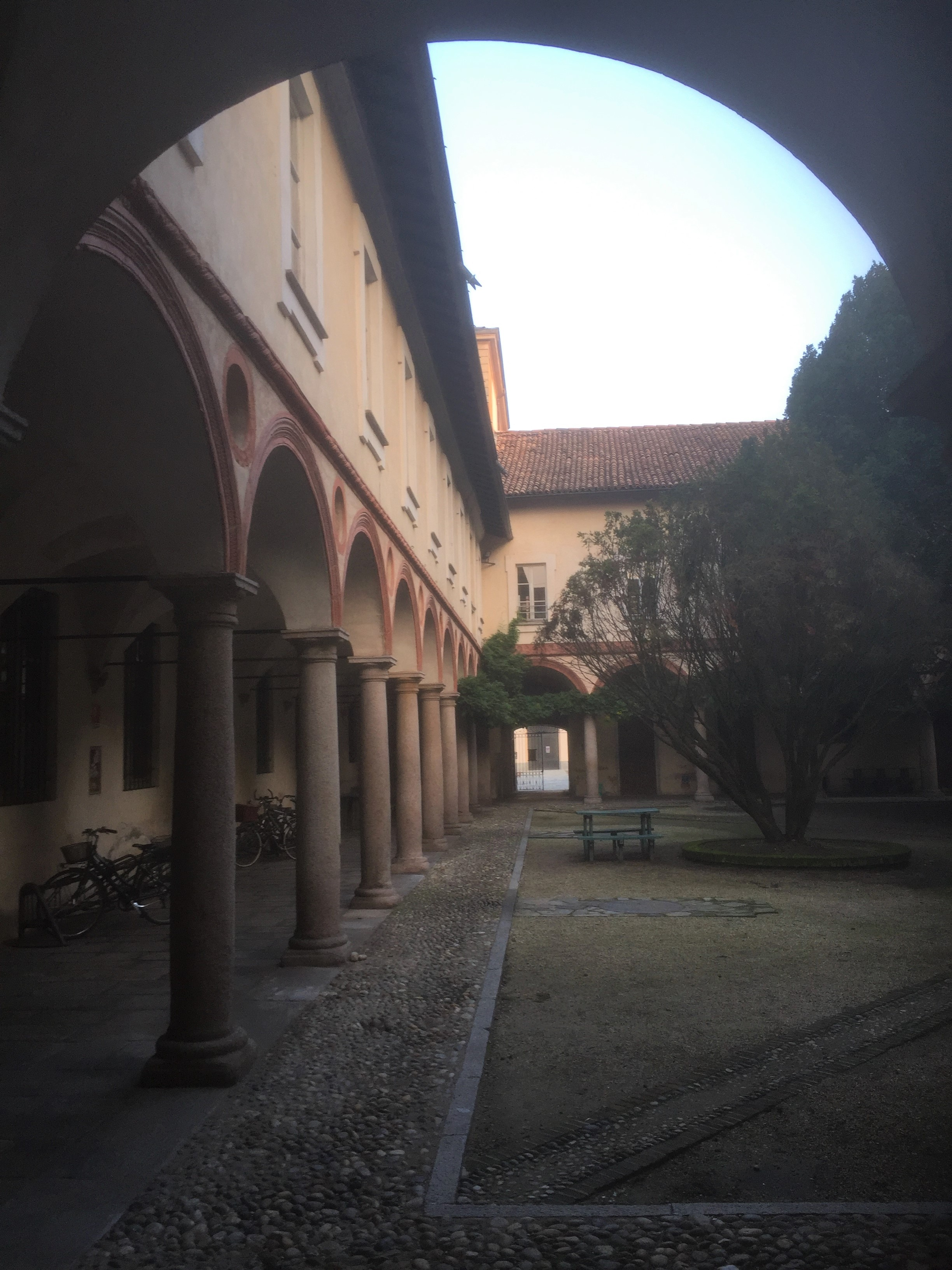
uno dei cortili
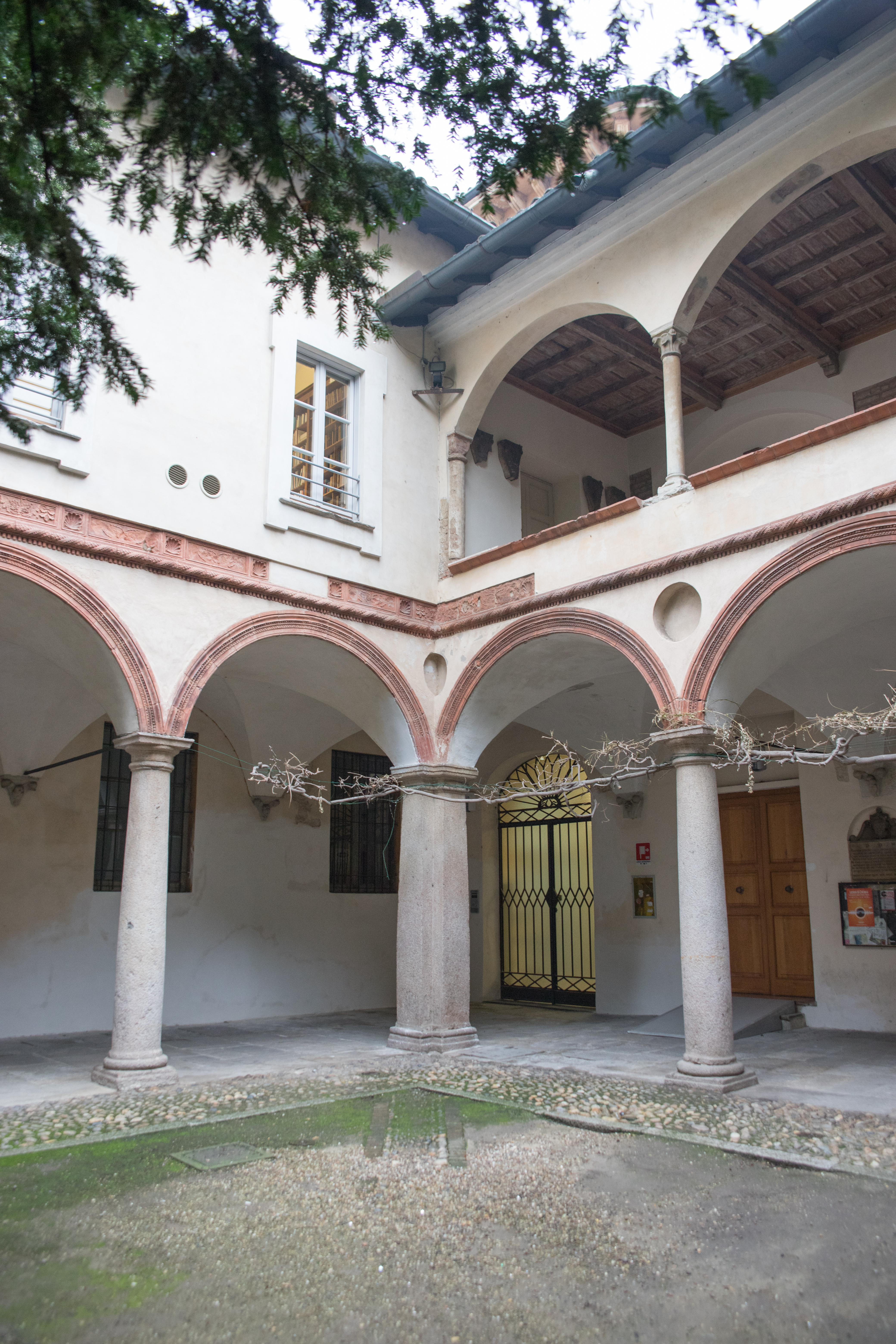
uno dei cortili

## Descrizione
Il progetto del complesso fu realizzato dal maestro Antonio Varassio “de Burgo”, lui stesso membro della confraternita che si prefiggeva di erigere il nuovo ospedale, che venne inviato a Firenze, a visionare l’ospedale di Santa Maria Nuova e a Brescia, dove da poco era sorta una nuova grande clinica, al fine di individuare dei modelli per il nuovo ospedale pavese. La pianta, a forma di croce inscritta in un quadrato entro il quale si aprono quattro cortili, è molto simile a quella adottata, sempre negli stessi anni, dal Filarete per la Ca’ Granda di Milano, evidenziando una notevole aperture verso i nuovi dettami architettonici rinascimentali che, proprio in quegli anni, da Firenze si stavano irradiando verso la Lombardia. La croce è formata da due grandi corridoi, dove erano ospitati i ricoverati, incrociati, in modo da formare quattro cortili porticati, mentre il perimetro era costituito da edifici destinati ai locali di servizio. Tutti i cortili sono dotati di portici e in particolare quello di sud-ovest, detto Sforzesco, così denominato delle decorazioni in terracotta raffiguranti la mela cotogna, emblema araldico di Francesco Sforza, realizzate dal cremonese Rinaldo De Stauris nel 1484, e provvisto anche di loggetta. Originaria è anche la copertura a travature lignee, dipinte nel Quattrocento con figure di angeli, nei locali del braccio sud che ospitavano la Biblioteca di storia dell’arte, affacciata sul suggestivo cortile delle Magnolie. 
Nel Settecento il complesso subì profondi rimaneggiamenti legati all’adeguamento dell’ospedale alle nuove teorie igienico sanitarie. Tra il 1770 e il 1771 venne rifatta l’infermeria per gli uomini, tra il 1772 e il 1779, su progetto di Francesco Sartirana, per dare aria e luce alle crociere, venne realizzata una cupola all’intersezione dei bracci della croce. Tuttavia, l'amministrazione dell'ospedale e le autorità cittadine si resero ben presto conto che il limite principale della struttura era la sua collocazione, troppo centrale e circondata da abitazioni che ne impedivano allargamenti, tanto che, nel 1783, Samuel August Tissot, allora professore di medicina presso l'università di Pavia, propose di spostare l'interno ospedale all'interno del castello Visconteo. La situazione mutò radicalmente nel 1786, quando il nuovo amministratore dell'ospedale, il marchese Luigi Malaspina, facendo demolire un intero isolato posto a est del complesso ospedaliero, fece realizzare le nuove ali dell'ospedale. Il progetto fu affidato a Leopoldo Pollack, che si poté avvalere della consulenza di Johann Peter Frank, allora professore presso l'università e dal 1786 direttore dell'ospedale. Tra il 1788 e il 1791 vennero realizzati i nuovi padiglioni, tutti dotati di grandi e ariose finestre, posti intorno al un grande cortile (l'attuale cortile Teresiano), ideato per far passeggiare i degenti e come piccolo orto botanico, mentre quelli settentrionali, lungo l'attuale corso Carlo Alberto, furono iniziati nel 1796, ma, a causa delle guerre napoleoniche, il cantiere venne bloccato e gli interventi ripresero solo nel 1815, per poi essere ultimati nel 1825. Nel 1845 vennero infine realizzate le ultime ali orientali, ora occupate dal collegio Plinio Fraccaro. Tali interventi, portarono, tra il 1788 al 1845, a un progressivo allargamento dell'ospedale che, occupando una vasta porzione della città, raddoppiò la sue estensione.